# 소녀전선 (만화)
《소녀전선》은 대한민국, 중국, 일본에서 연재하는 만화이다.

## 소녀전선 인형의 노래
소녀전선 인형의 노래(중국어: 少女前线-人形之歌)는 2018년 11월 23일에 연재를 시작하였다. 2020년 1월 27일 일본에서 발행되었다.
- 인형의 노래

1권: 2020년 1월 27일 (일본) / 2021년 4월 15일 (대한민국)
2권: 2020년 7월 27일 (일본) / 2021년 8월 10일 (대한민국)
3권: 2021년 3월 27일 (일본) / 2022년 1월 14일 (대한민국)
4권: 2021년 9월 27일 (일본) / 2022년 4월 12일 (대한민국)
5권: 2022년 1월 27일 (일본) / 2022년 8월 12일 (대한민국)
6권: 2022년 7월 27일 (일본)

### 등장인물
장시안(장시안느)
공식 만화 "인형의 노래"의 플레이어인 여성 지휘관을 나타낸다.
그리폰 크루거 S09구역 794기지의 전술지휘관이다.
평일에는 옷과 행동이 우연하지만, 강력한 명령 능력이 있다.
스쥔
그리폰 크루거 S09구역 601기지의 전술지휘관이다.
표도르 카몰로비치 카몰로프
그리폰 크루거 S09구역 737기지의 전술지휘관이다.

## 소녀전선 앤솔로지
- 전격문고

1권: 2018년 11월 26일 (일본)
2권: 2019년 4월 26일 (일본)
3권: 2019년 7월 26일 (일본)
4권: 2020년 1월 27일 (일본)
- DNA미디어

1권: 2019년 2월 5일 (일본) / 2019년 12월 10일 (대한민국)
2권: 2019년 5월 25일 (일본) / 2019년 12월 10일 (대한민국)
3권: 2019년 7월 25일 (일본) / 2019년 12월 10일 (대한민국)
4권: 2020년 1월 23일 (일본)
5권: 2020년 7월 27일 (일본)

## 기타 만화
- 소녀전선 트리거 해치: 2019년 12월 3일 소녀전선 일본 트위터에서 연재되기 시작했다.
- 한국·중국·글로벌·일본 로딩만화: MADCORE의 만화다.
- 전지전능 그리폰 안내서: MADCORE의 만화다.
- 그리폰 일상만화: MADCORE의 만화다.